# Telediario
Telediario is het journaal van de Spaanse publieke zenders van TVE. Het programma bestaat sinds 15 september 1957, duurt een uur en wordt driemaal daags uitgezonden, afwisselend op de zenders La 1, TVE Internacional en op 24 h.